# USS Halibut (SSGN-587)
USS Halibut (SSGN-587) byla jaderná ponorka námořnictva Spojených států amerických z doby studené války. Byla postavena jako nosič letounových střel s jadernou hlavicí. V  letech 1960–1965 ponorka sloužila jako prostředek jaderného odstrašení. Od roku 1965 byla reklasifikována na útočnou ponorku (SSN-587). Od roku 1966 sloužila k výzkumu a špionážním operacím, například roku 1968 nalezla vrak sovětské raketonosné ponorky K-129 a v 70. letech 20. století opakovaně odposlouchávala sovětskou komunikaci vedenou podmořským kabelem. Ponorka byla vyřazena roku 1976 a později byla sešrotována.
Jednalo se o první jadernou ponorku přímo zkonstruovanou pro nesení řízených střel. Nosiče řízených střel se během služby neosvědčily a ve službě je jako prostředky jaderného odstrašení vytlačily mnohem praktičtější nosiče balistických raket (viz třída George Washington).

## Stavba

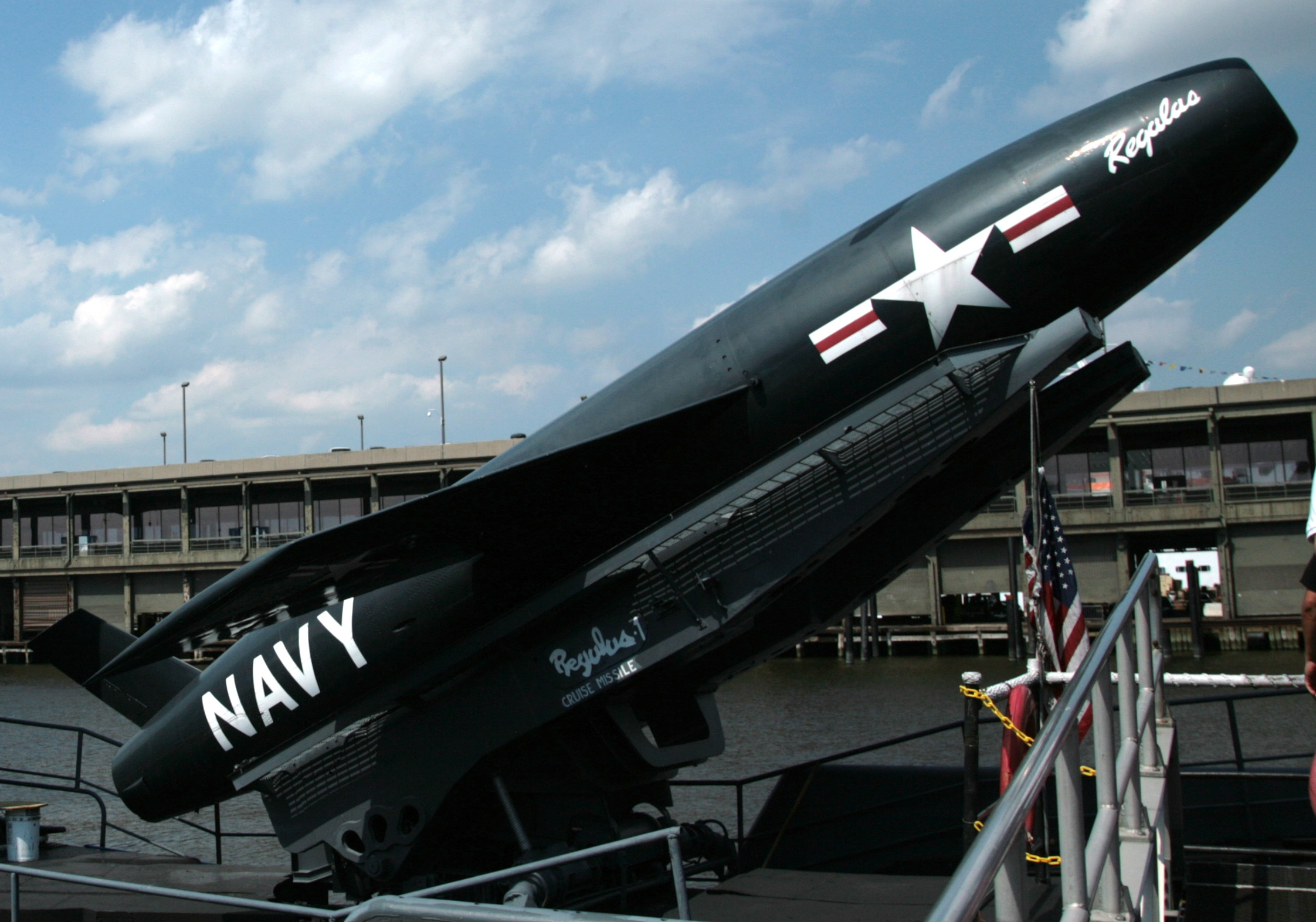
Střela s plochou dráhou letu Regulus I

Stavbu ponorky provedla loděnice Mare Island Naval Shipyard ve Vallejo ve státě Kalifornie. Stavba byla zahájena 11. dubna 1957, trup byl na vodu spuštěn 9. ledna 1959 a dne 4. ledna 1960 byla ponorka uvedena do služby.

## Konstrukce
Hlavní výzbrojí ponorky bylo pět řízených střel Regulus I, které byly umístěny v podpalubním hangáru na přídi. Později měla být vyzbrojena čtyřmi nadzvukovými střelami Regulus II, jejich vývoj však byl zrušen. Dále byla ponorka vyzbrojena šesti 533mm torpédomety (čtyři příďové a dva záďové). Pohonný systém tvořil jaderný reaktor S3W a dvě turbíny, pohánějící dva lodní šrouby. Pohonný systém měl na šroubu výkon 6600 hp. Nejvyšší rychlost dosahovala 15 uzlů na hladině a 15,5 uzlu pod hladinou.

## Operační služba

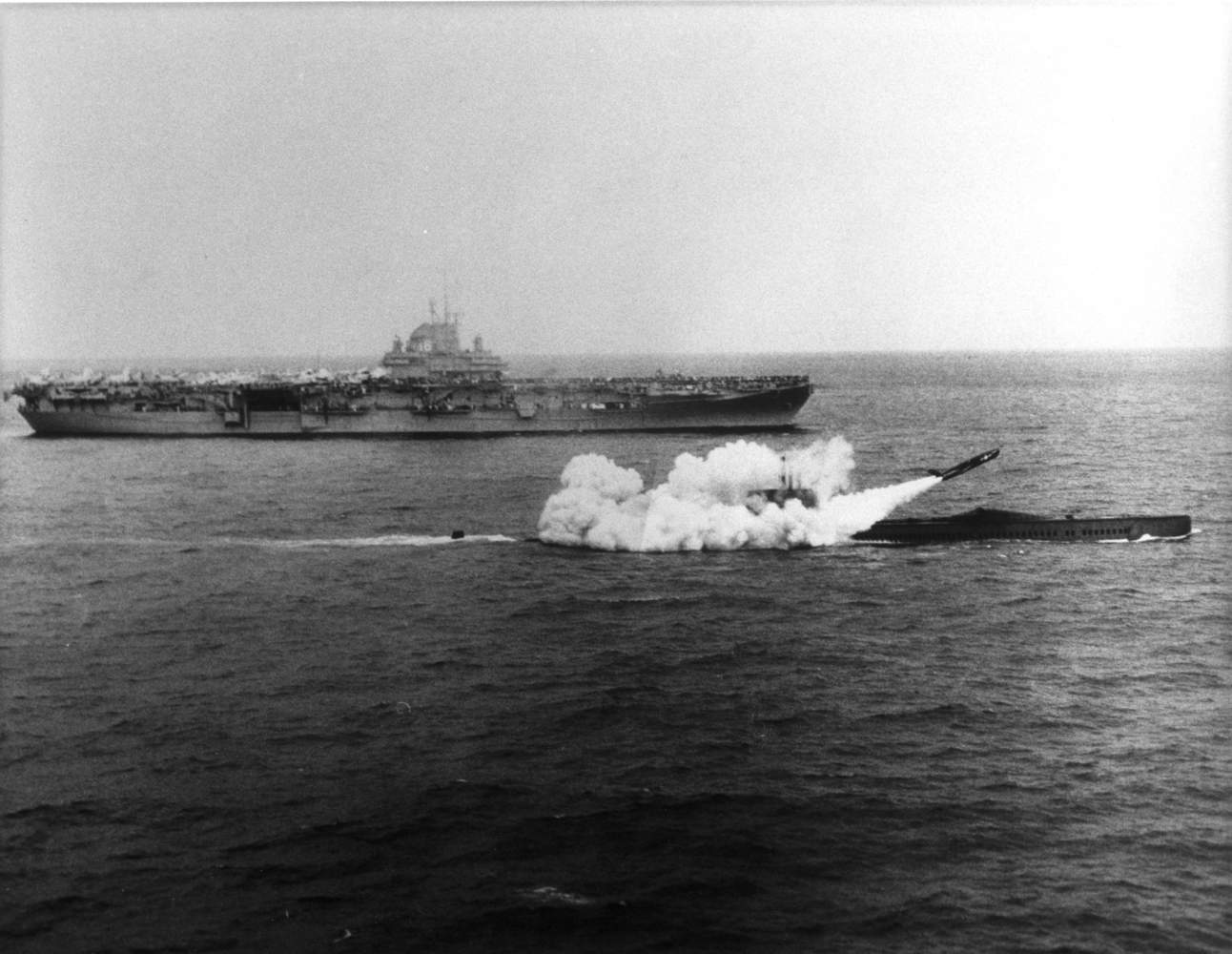
Halibut vypouští střelu Regulus. V pozadí letadlová loď USS Lexington (CV-16)

Ponorka Halibut byla nosičem letounových střel v letech 1960–1965. Během služby se však projevily některé nedostatky nosičů střel Regulus, např. se před útokem musely vynořit, aby byly jejich střely připraveny ke startu a poté je musely za letu navádět plujíc v periskopové hloubce, což je činilo zranitelnými. Daleko praktičtějšími se nakonec ukázaly nosiče balistických raket, které je brzy zcela nahradily. Proto byla Halibut roku 1965 přestavěna na stíhací ponorku a od 8. srpna 1965 nesla označení (SSN-587).
V roce 1966 byla ponorka upravena pro špionážní úkoly (oficiálně pro hlubokomořský výzkum), zejména vyhledávání sovětských balistických raket na dně Pacifiku (projekt Sand Dollar – písečný dolar). Byla vybavena moderní elektronikou včetně výkonného počítače Sperry UNIVAC 1224, senzory, kamerami, temnou komorou a mohla též nést dvě dálkově ovládané miniponorky schopné ponorů do hloubky až 6100 metrů. Manévrovací schopnosti ponorky zlepšovalo několik dokormidlovacích zařízení. Pod trupem byly ližiny umožňující ponorce dosednutí na mořské dno. Speciální vybavení a jeho obsluha pracovali v bývalém hangáru střel Regulus II, přezdívaném Bat Cave (česky: netopýří jeskyně). Na zádi byla umístěna maketa hlubokomořského plavidla DSRV, ukrývající prostory pro potápěče, včetně přechodové komory.
V srpnu 1968 takto upravená ponorka v rámci tajné operace projekt Azorian přes 3000 kilometrů severozápadně od Havajských ostrovů v hloubce 5053 metrů nalezla vrak sovětské raketonosné ponorky K-129 projektu 629 (třída Golf II). Při následném průzkumu vraku pořídila na 22 tisíc fotografií. Sami Sověti přitom v té době přesnou polohu ponorky K-129 neznali. Za úspěšnou misi byla ponorka Halibut oceněna prezidentskou citací.
Roku 1971 prováděla speciální operaci Ivy Bells, při které nalezla na dně Ochotského moře vedoucí podmořský kabel a odposlouchávala komunikaci mezi sovětskou ponorkovou základnou v Petropavlovsku na Kamčatce a námořním velitelstvím ve Vladivostoku. Akci znovu úspěšně opakovala v letech 1972, 1974 a 1975, za což byla celkem čtyřikrát oceněna citací „Navy Unit Citation“ (NUC).

## Vyřazení

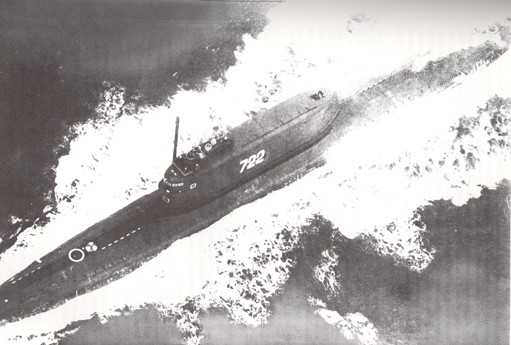
Sovětská ponorka K-129

Ponorka byla ze služby vyřazena 30. června 1976. Poté se nacházela v rezervě. Z námořního registru byla vymazána 30. dubna 1986. Následně byla odtažena na základnu Puget Sound Naval Shipyard v Bremertonu ve státě Washington, kde čekala na recyklaci. Likvidace ponorky byla dokončena 9. září 1994.